# Eikelkamp
Eikelkamp (Veghels dialect: d'n Ekkelenkamp) is een wijk met twee bedrijventerreinen in de Noord-Brabantse plaats Veghel, gemeente Meierijstad. In de volksmond wordt de wijk Bloemenwijk genoemd, naar de typerende straatbenaming. Bedrijventerrein Eikelkamp-Zuidkade grenst aan de woonwijk Eikelkamp en is onderdeel van het grotere Bedrijventerrein Oude Haven. In de woonwijk ligt daarnaast nog het bedrijventerrein Oliemolen, dat bestaat uit combinaties van bedrijfspanden met woonfunctie, waardoor een woon-werk milieu is gecreëerd. De wijk is ingedeeld bij deelgebied Veghel-West.

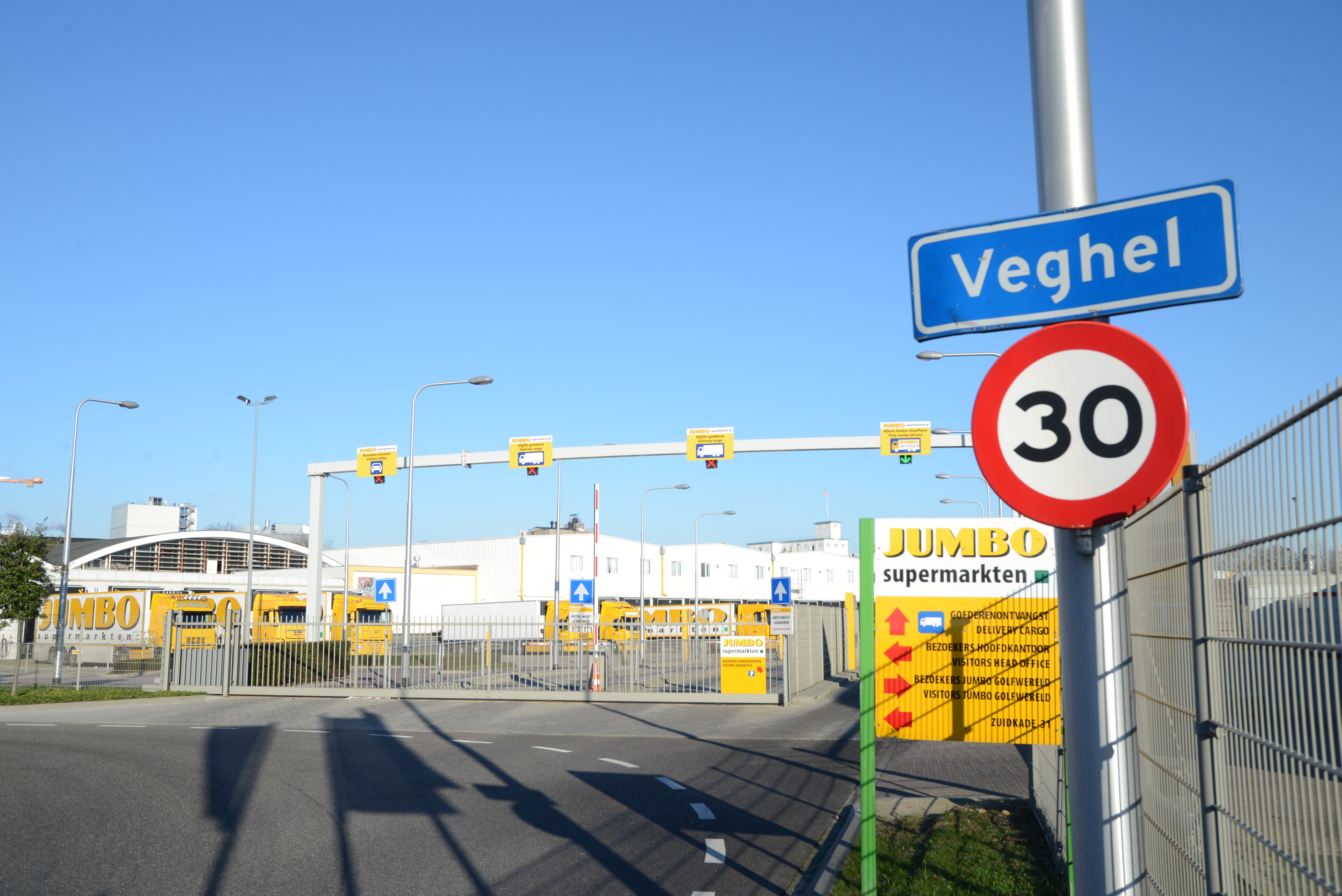
Jumbo Distributiecentrum Zuidkade op bedrijventerrein de Eikelkamp in Veghel

## Ligging
De wijk en bedrijventerrein Eikelkamp liggen ingeklemd tussen de provinciale weg N279, de voormalige N265, de Sluisstraat en de Oude Haven. Vanwege de ligging tegen het oude centrum van Veghel wordt de Eikelkamp tot de kern Veghel-West gerekend.

## Geschiedenis
De Eikelkamp ontleent haar naam aan het bos De Eikelkamp, dat tot in de jaren zeventig aan de haven gelegen was. Dit voormalige ontginnings- en landbouwgebied behoorde oorspronkelijk bij de tiendklamp De Putten (enkele vennetjes ter hoogte van de N279 die in de 19e eeuw ontgonnen werden). Een groot deel van de wijk werd toen Aan de Eerdse pad genoemd, vanwege de oude voetverbinding tussen Veghel en het kerkdorp  Eerde die dwars door de huidige wijk liep. Het typisch Meierijse karakter van het gebied, dat vanwege de lemige ondergrond met name beplant was met populieren verdween geleidelijk gedurende de jaren zestig en zeventig bij uitbreiding van de woonwijk en het industrieterrein. Het grootste gedeelte van de woningen dateert uit de jaren 1955-1965. De oude wasserij De Lelie van de familie Rath was een van de eerste industrieondernemingen en gaf met haar naam de aanzet tot het ontstaan van de benaming Bloemenwijk. De toenmalige Eckelkamplaan, vestigingsplaats van de onderneming, kreeg de benaming Lelielaan.

## Karakteristieken
De Eikelkamp is van oudsher een echte arbeiderswijk. De wijk is ruim van opzet en kent een gevarieerd aanbod van overwegend eengezinswoningen, zowel in de huur- als koopsector. Het kenmerkend traditionele straatbeeld met grote voor- en achtertuinen compenseert het nagenoeg volledig ontbreken van openbaar groen. Veel huizen zijn in het verleden door het mijnbouwfonds aan de zittende bewoners te koop aangeboden. De sociale controle in de wijk is vrij groot. De wijkvereniging is een belangrijke bindende factor. Zij beheren de grote openbare speeltuin in de wijk en huizen in een voormalige kleuterschool dat als wijkgebouw is ingericht. De oude sterke verenigingsband in de Bloemenwijk blijkt uit het feit, dat de wijk al jaren op rij dé Veghelse carnavalswagens maakt.

### Eikelkamp-Zuidkade

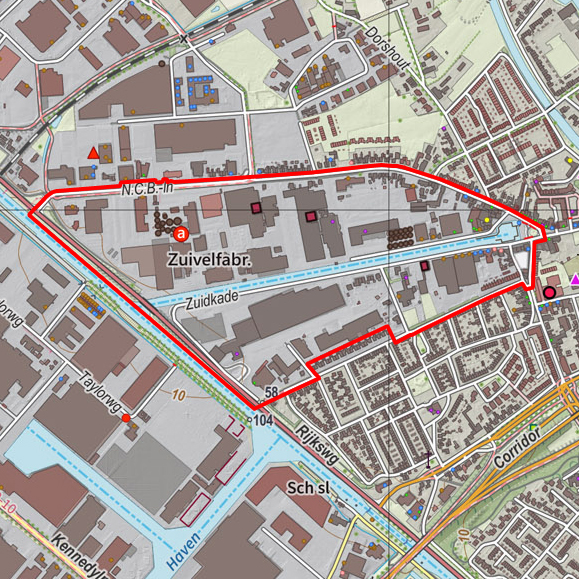
Kaart van bedrijventerrein de Oude Haven in Veghel. Bedrijventerrein Eikelkamp-Zuidkade is het gebied ten zuiden van de insteekhaven.

Het bedrijventerrein Eikelkamp-Zuidkade is grotendeels in de jaren zestig en zeventig ontstaan ter plaatse van het voormalige bos en bestaat met name uit de fabriek van Victoria Mengvoeders en het Jumbo Distributiecentrum Zuidkade. Tevens is het hoofdkantoor van Jumbo Supermarkten hier gevestigd, dat in 1921 op hetzelfde terrein is ontstaan als Van Eerd Groothandel.
In de wijk staan verschillende monumentale villa's (gemeentelijk of rijksmonument) uit de periodes 1860-1900 en 1920-1935. Voorts bevindt zich ter plaatse van de oude wasserij De Lelie een voormalige windmolen.

### Woon-werkmilieu Oliemolen
In het zuiden van de woonwijk Eikelkamp zijn aan de Oliemolen bedrijfslocaties met bedrijfswoningen gerealiseerd. Aan deze rondlopende straat liggen woningen met daaraan gekoppeld bedrijfsruimtes. De woon-werkpanden wijken qua schaal en massa af van de traditionele woningen in Eikelkamp.

## Ontwikkelingen
Momenteel vindt er een doorstroom plaats van de bewoners in de wijk, waaruit blijkt, dat de wijk steeds meer in trek is bij jonge(re) gezinnen. Met het project Eikelkamp Beter Bereikbaar beschikt het industrieterrein Eikelkamp sinds 2009 over een eigen aansluiting op de Rijksweg N279. Door afname van het vrachtverkeer heeft de leefbaarheid van de woonwijk en omliggende gebieden een impuls gekregen.De Eikelkamp en omliggende straten en doorgangswegen zijn in de afgelopen decennia sterk verouderd en zelfs verwaarloosd. De parochiekerk van de Eikelkamp, de Heilig Hart-kerk, werd in 2006 gesloopt. In 2007 is een start gemaakt met het project Rembrandtboulevard en Sluisstraat, waardoor het totale gebied rond de Eikelkamp zal worden opgelift. De wijk zal een betere aan- en ontsluiting krijgen en de bouw van meer dan 400 nieuwe appartementen en gezinswoningen geven het gebied een nieuwe impuls, waarbij historische beeldkwaliteit voorop staat.